# Des Lebens Überfluss
Des Lebens Überfluss é um filme de comédia romântica da Alemanha Ocidental de 1950 dirigido por Wolfgang Liebeneiner e estrelado por Erika Müller, Ingeborg Körner e Gunnar Moller. foi um dos últimos dos Escombros filmes feitos no imediato pós-guerra. Foi um dos últimos filmes do gênero Rubble feitos nos anos imediatos do pós-guerra. Ele atualiza uma história de Ludwig Tieck para a moderna Hamburgo, abordando a falta de moradia na cidade fortemente bombardeada.
Foi feito no Wandsbek Studios em Hamburgo e também filmado em locações na cidade. Os sets do filme foram desenhados pelo diretor de arte Mathias Matthies.

## Enredo
Dois jovens estudantes, um homem e uma mulher, alugam o mesmo apartamento sem saber. Eles têm que organizar seus sentimentos futuros, vizinhos estranhos e pobreza.

## Elenco
- Erika Müller como Karin Jäger, Studentin
- Olaf Torsten como Werner Rütting, Estudante
- Ingeborg Körner como Strupps, Studentin
- Gunnar Möller como Felix Engler, Estudante
- Harald Holberg como Sir, Estudante
- Hans Schwarz Jr. como Hugo
- Fritz Kampers como Gottlieb
- Margarete Slezak como Frau Holst
- Joseph Offenbach como Herr Holst
- Hedwig Schmitz como Frau Jürgens
- Arnim Suessenguth como Herr Jürgens
- Volker von Collande como Sarghändler
- Ursula V. Bose como Frau des Sarghändlers
- Marianne Wischmann como Geschminktes Mädchen
- Kurt A. Jung como Heini Lude
- Willibald Alexis como Leichenwagenkutscher
- Kurt Fuß como Ziehharmonikaspieler
- Holger Ungerer como Karlchen
- Oskar Meyer
- Katharina Brauren
- Betty Mergler
- Paul Schirrmann
- Charlotte Harke
- Marga Maasberg
- Alexander Hunzinger como Sänger bei den Musikanten
- Franz Schafheitlin como Professor
- Hans Friedrich como Kriminalbeamter
- Willy Witte como Verkäufer
- Bruno Klockmann como Handwerksmeister
- Helga Keck como Studentin
- Marianne Molitor como Studentin
- Hannelore Fitzau como Studentin
- Hanni Hagel como Ärztin
- Hannelore Müller como Studentin
- Annelore Wied como Studentin